# Курортная улица (Сестрорецк)
Куро́ртная у́лица — улица в городе Сестрорецке Курортного района Санкт-Петербурга. Проходит от Пляжной улицы до Ермоловского проспекта.

## Название
Название появилось в начале XX века. Как указано в Большой топонимической энциклопедии, наименование связано с тем, что улица начинается от главного въезда в санаторий «Сестрорецкий Курорт». В реальности же въезд на территорию санатория осуществляется с улицы Максима Горького.

## Перекрёстки
- Парковая улица
- Улица Григорьева
- Ермоловский проспект

## Памятные строения, здания
- Курортная улица, 6 /улица Григорьева, 18. Дача И. Ф. Кречева — памятник архитектуры. Объект культурного наследия народов РФ регионального значения.